# Bačetín
Bačetín (německy Batschetin) je obec, která se nachází v okrese Rychnov nad Kněžnou v Královéhradeckém kraji. Žije zde 385 obyvatel. Obec leží v podhůří Orlických hor, 5 km od pověřeného města Dobrušky a asi 20 km od státní hranice s Polskem.

## Historie
První písemná zmínka o obci pochází z roku 1458, vesnice je ale mnohem starší. Až do roku 1420 náležel Bačetín spolu se Sudínem k cisterciáckému klášteru „Svaté pole“, (dnešní Klášter nad Dědinou), který byl založen v roce 1149 za krále Vladislava I. Mniši kolonizovali tehdy rozsáhlé území na úpatí Orlických hor. V roce 1420 byl klášter husitskými vojsky zničen, a tím byly zničeny všechny dokumenty o kolonizaci zdejší oblasti.
V době pobělohorské v roce 1628 se obyvatelé Bačetína aktivně účastnili selského povstání za náboženské svobody, po krvavé porážce povstání byla obec potrestána. V zemských písemnostech je i zmínka, že v roce 1634 táhli přes obec Bačetín s vojevůdcem Bauerem Švédové. Usadili se v Dobrušce a v celém okolí potom drancovali a loupili. Bačetínští občané nato zasypali studnu v horní části obce, zvanou „Bezednice“, z obavy, aby se zde švédští koňáci neusadili. V roce 1813 při válečném tažení tří císařů proti Napoleonovi táhli přes Bačetín i Rusové. Poslední tažení vojsk přes Bačetín bylo v roce 1866 ve válce prusko-rakouské, kdy bylo vojsko ubytováno ve staveních až po 30 lidech.
Bačetín je od nepaměti převážně obcí zemědělskou, jejíž výměru obhospodařovali do roku 1957 místní soukromí zemědělci. Po tzv. socializaci v roce 1958 se obhospodařování ujaly dva zemědělské podniky, a to Státní statek Sedloňov a místní Jednotné zemědělské družstvo.

## Obyvatelstvo
K obci patří od roku 1960 osada Sudín s cca 60 obyvateli. Celkem žije v Bačetíně 390 obyvatel ve 101 domech, kromě toho je v obci 25 rekreačních chalup.
| Rok            | 1869 | 1880 | 1890 | 1900 | 1910 | 1921 | 1930 | 1950 | 1961 | 1970 | 1980 | 1991 | 2001 | 2011 | 2021 |
| -------------- | ---- | ---- | ---- | ---- | ---- | ---- | ---- | ---- | ---- | ---- | ---- | ---- | ---- | ---- | ---- |
| Počet obyvatel | 623  | 632  | 648  | 563  | 577  | 532  | 466  | 338  | 328  | 306  | 314  | 382  | 383  | 393  | 368  |
| Počet domů     | 105  | 110  | 108  | 135  | 130  | 120  | 115  | 125  | 101  | 91   | 85   | 116  | 126  | 141  | 142  |

## Exulanti
Bačetín byl protireformačními zásahy katolické církve oslaben. Z opočenského panství z osad: Bačetín, Slavětín, Králova Lhota, Opočno, Jílovice, Nepasice, Blešno, Černilov, Meziříčí, Šestajovice, Třebechovice a Rychnov nad Kněžnou prchaly z náboženských důvodů celé rodiny, a to pod ochranou pruského vojska. V dobách protireformace, po opočenské rebelii v roce 1732, při jezuitských metodách rekatolizace (mimo jiné i působením Antonína Koniáše), při povinné docházce na katolické bohoslužby, při odpírání souhlasů ke sňatkům či zákazům pohřbů nekatolíků, při hrozbách vězením a hlavně ze strachu, že opustí-li víru svou předků, nebudou spaseni, odcházeli do exilu. V roce 1742 z Bačetína uprchl Jiří Hejzral (Hejzlar, Haisler) s dětmi Václavem (21 let), Janem (19 let), Rozinou (16 let), Alžbětou (13 let), Josefem (10 let) a Marií (kojenec). Ještě větší byla rodina uprchlého Jana Švorce (*1703 Bačetín). Po odchodu z Münsterbergu v pruském Slezsku patřily tyto rodiny mezi zakladatele obce Husinec. Hromadnou emigraci nekatolíků z této oblasti zajistil Jan Liberda, zprostředkoval generál Christoph Wilhelm von Kalckstein, podporu přislíbil pruský král Fridrich II. Veliký. Potomci exulantů z Opočenska žijí v Německu, Polsku, USA, Kanadě, Austrálii i jinde, někteří se jako reemigranti vrátili v roce 1945 do Čech z polského Zelova (odkud byli repatriovánai i někteří potomci Hejzlarovi). Rodokmeny exulantů (kromě jiných badatelů) spravuje Exulant (spolek), podrobně tuto historii popisuje ve svých knihách Edita Štěříková. Další zdroje informací jsou v archivu Jednoty bratrské v Herrnhutu (Ochranov) nebo ve Státním oblastní archivu v Hradci Králové.

## Doprava
Obcí prochází silnice druhé třídy číslo 309, která vede z Bohuslavic do Deštného v Orlických horách. V centru obce mezi obecním úřadem a mateřskou školou se nachází autobusová zastávka se zděným přístřeškem pro jeden směr (uvnitř s knihovničkou) a plechovým pro druhý; před zděným přístřeškem se nachází hodiny umístěné na sloupu. Oba přístřešky jsou propojeny přechodem pro chodce. Kromě této zastávky se na okrajích obce nacházejí další tři.

## Části obce
- Bačetín
- Sudín

## Prapor a znak Bačetína
Právo užívat znak a vlajku bylo obci uděleno rozhodnutím Poslanecké sněmovny Parlamentu České republiky dne 21. září 2005.
Obec Bačetín používala v dřívějších dobách pečetní znamení místních částí obce. Ty také byly využity při tvorbě návrhu obecního znaku. Kůň a radlice (zjednodušený pluh) byly použity pro Bačetín, Sudín ve znaku připomínají slunce a hvězdy.

## Významné osobnosti
- Celestin Matějů (1880–1959), akademický malíř

## Galerie

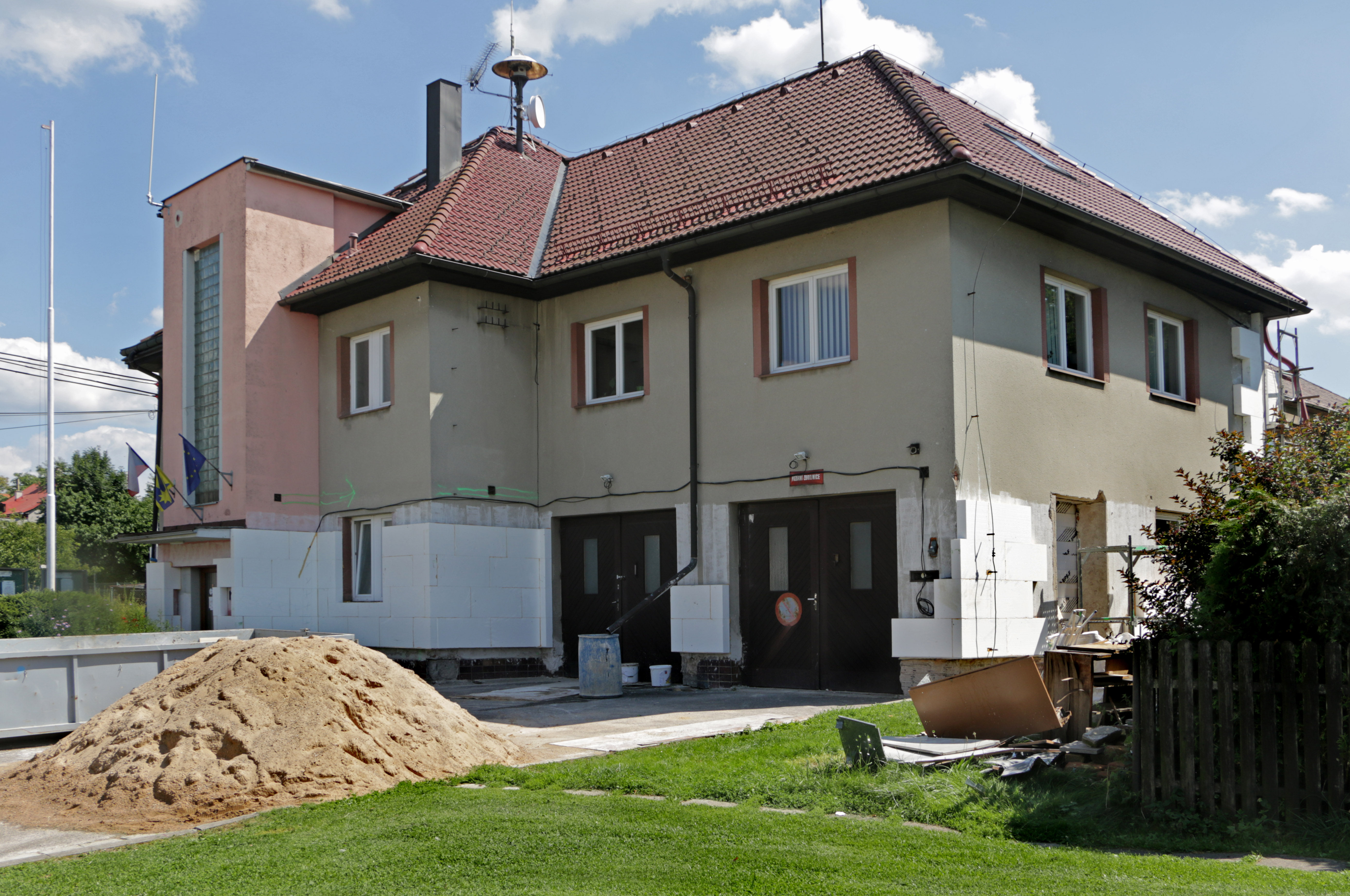
Obecní úřad
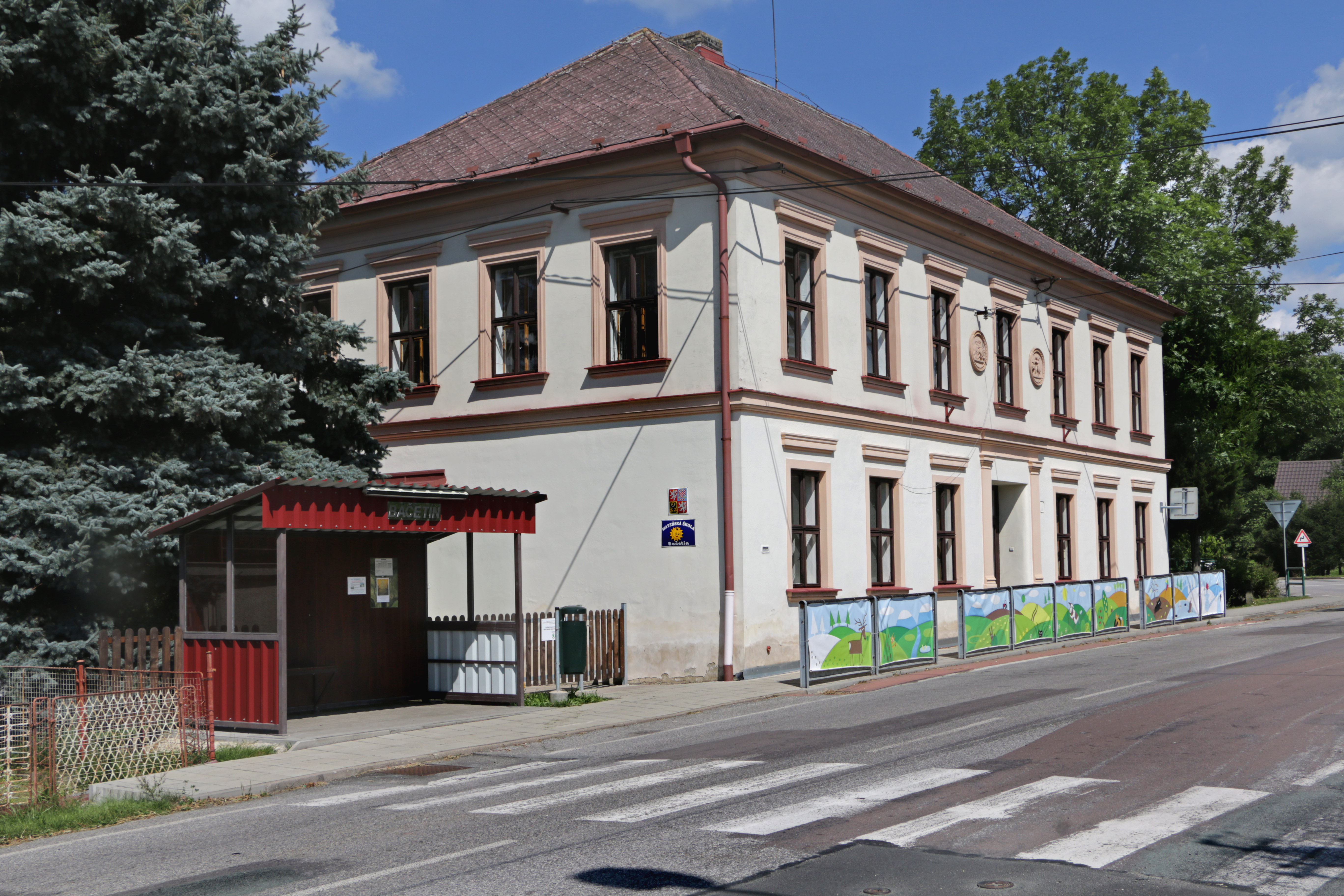
Mateřská škola
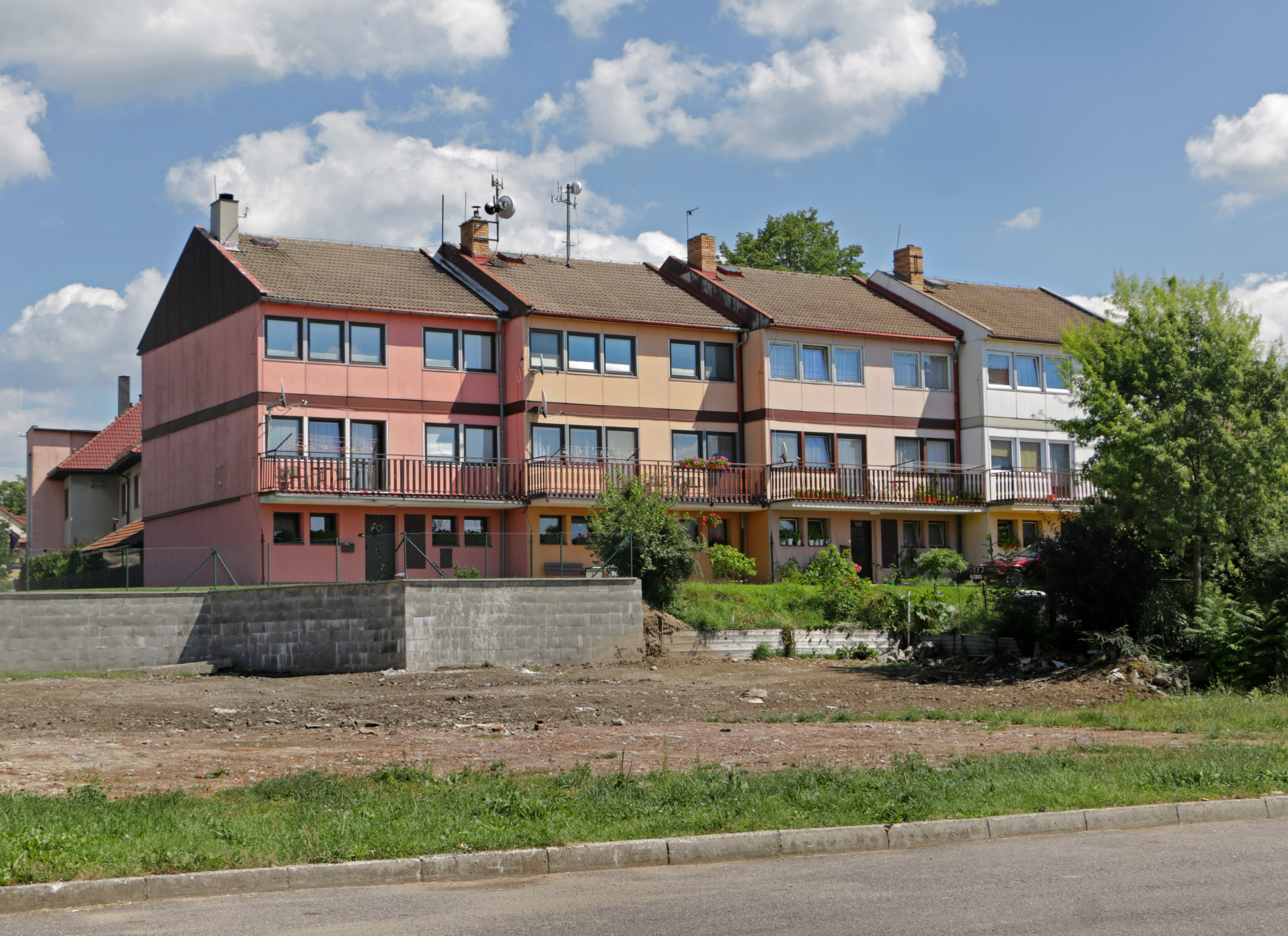
Bytovky
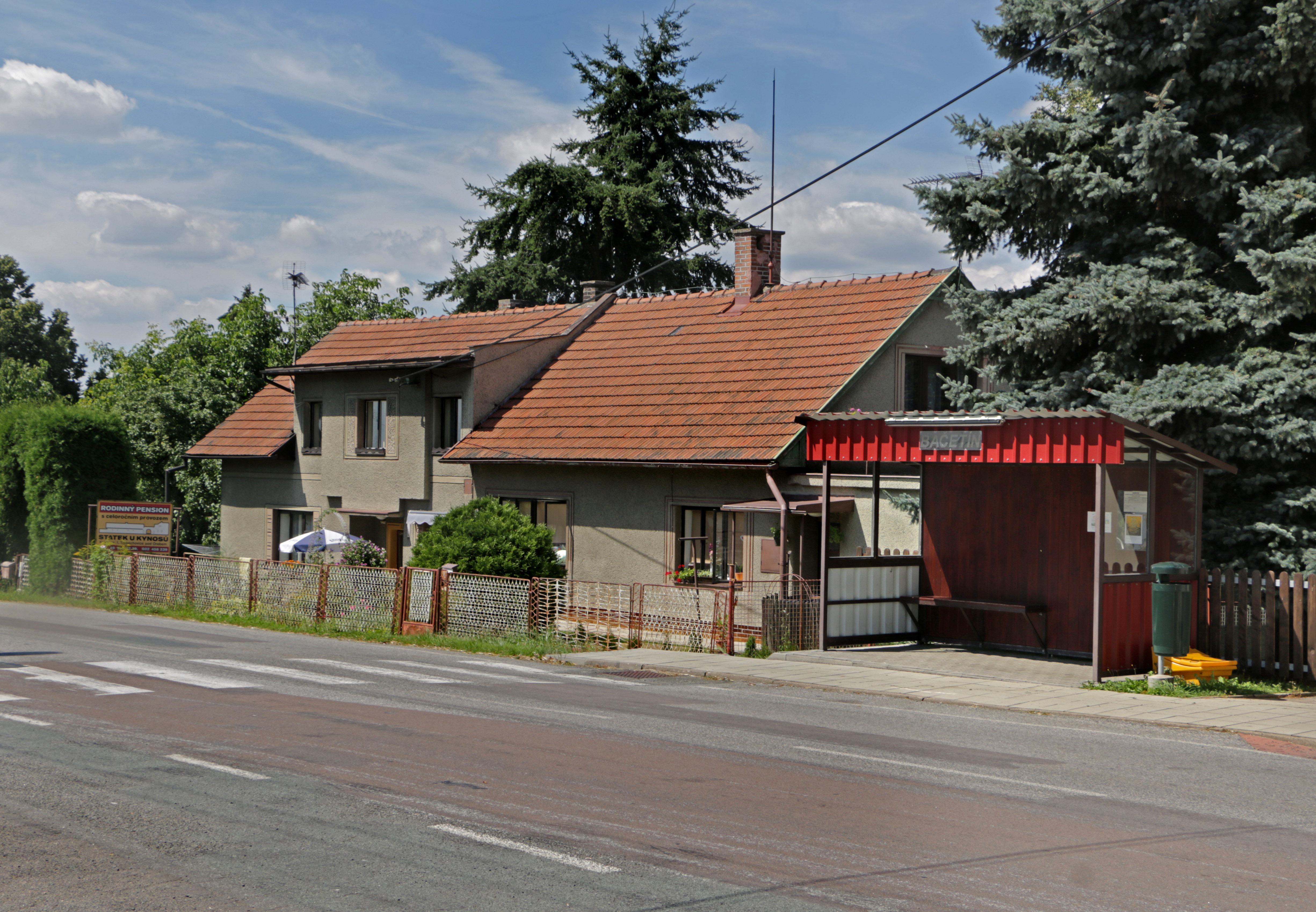
Autobusová zastávka
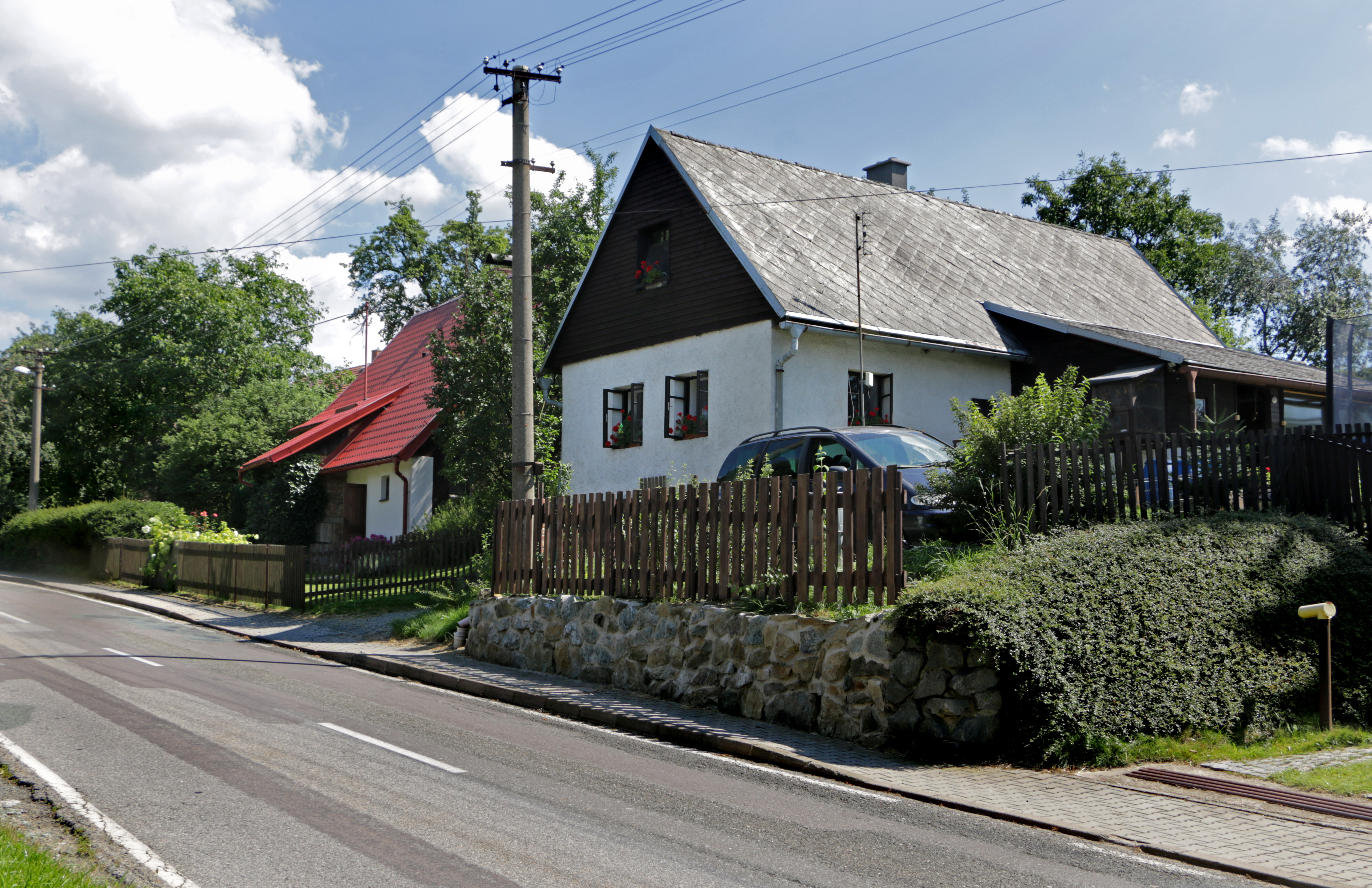
Stavení čp.67
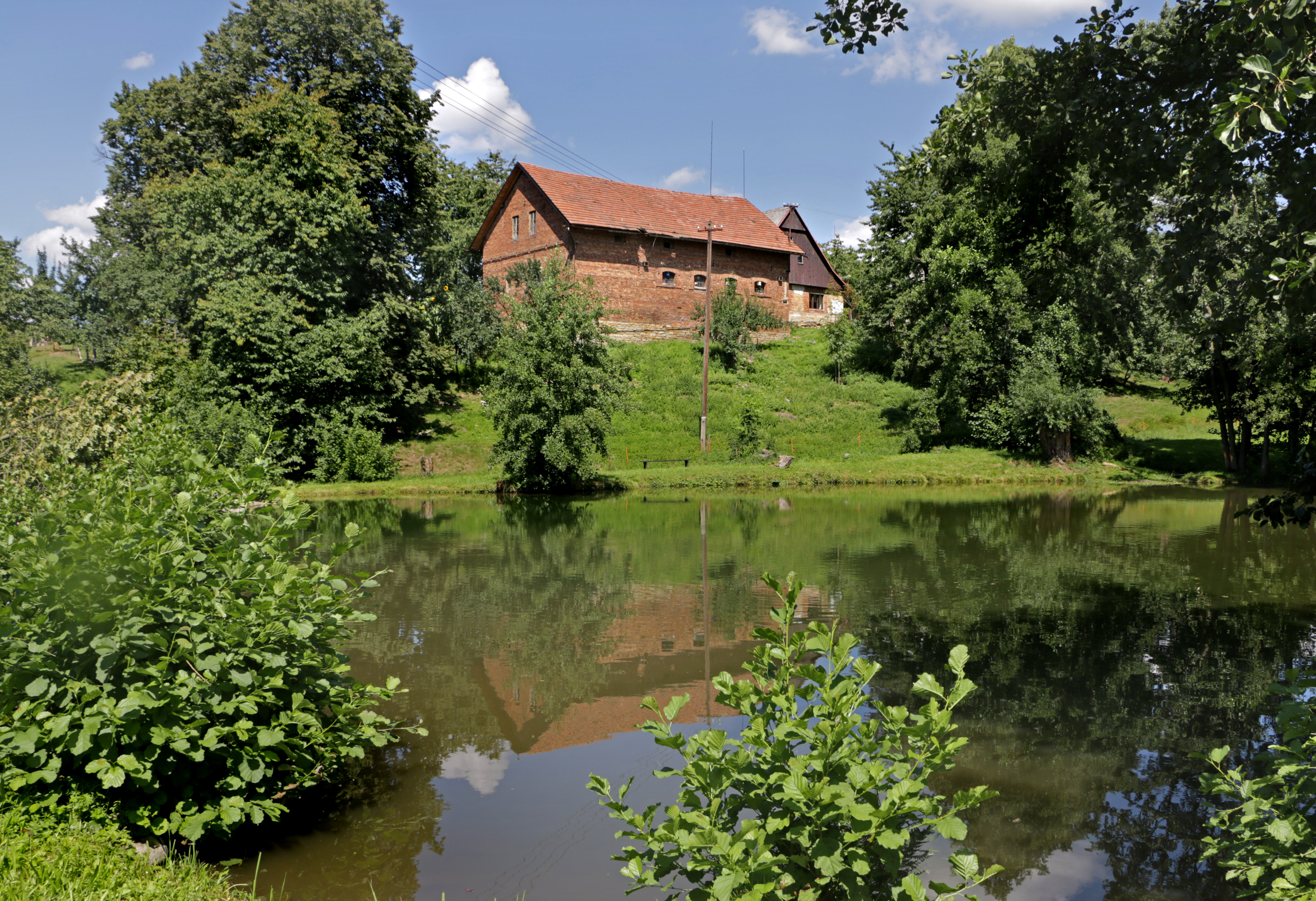
Stavení čp. 16
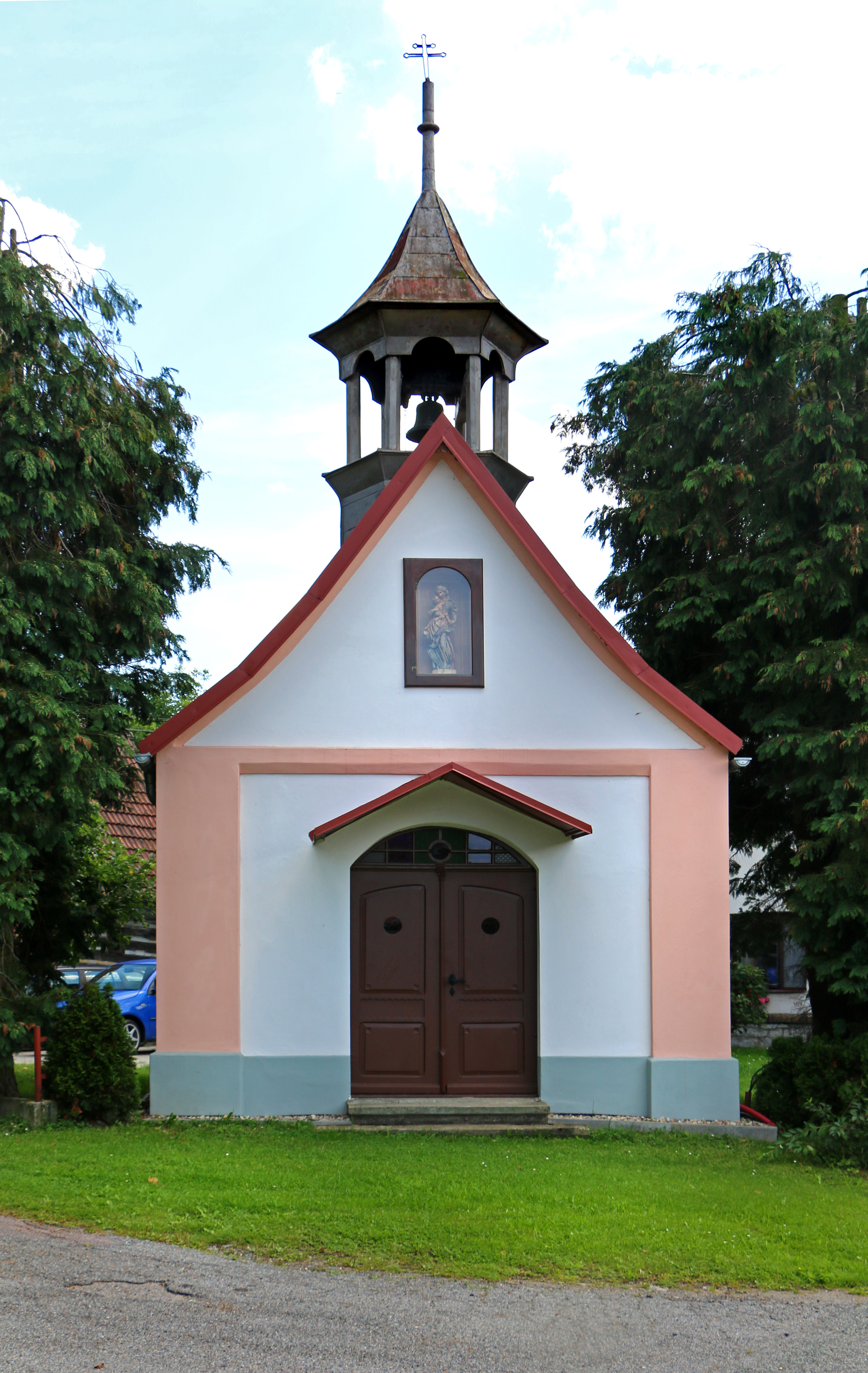
Kaple v Sudíně
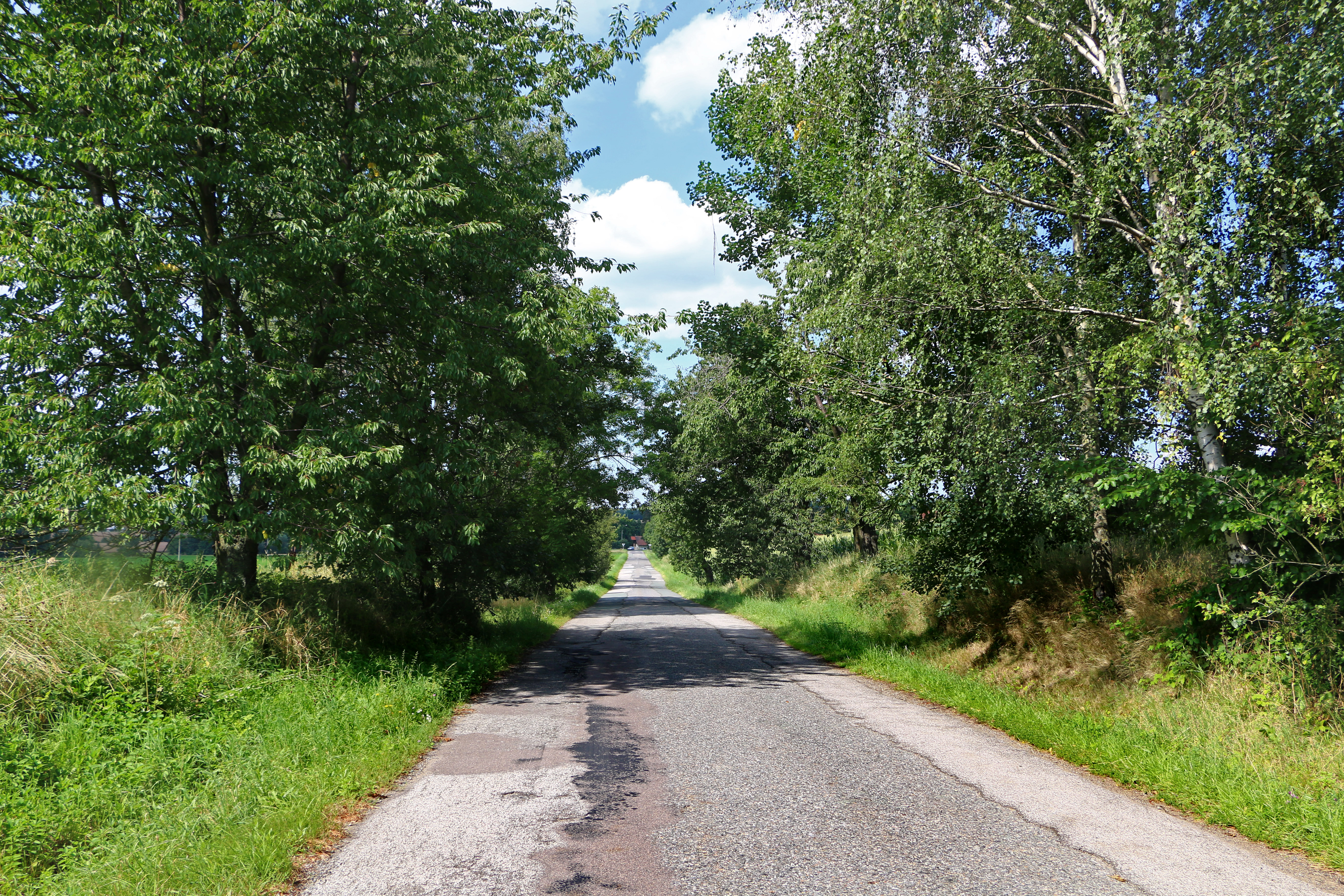
Cesta